# Ernst-Arnošt Gottlieb
Ernst-Arnošt Gottlieb (* 13. März  a) 1893 in Brünn; † 10. April 1980 in São Paulo), auch Ernst Gottlieb, war vielseitiger tschechoslowakischer Sportler jüdischer Herkunft. Er gehörte zu den bekanntesten jüdischen Sportlern des Landes der Zwischenkriegszeit.

## Leben
Gottlieb entstammt einer jüdischen Unternehmersfamilie aus Brünn, die sich zur deutschen Nationalität zugehörig fühlte. Nach dem Besuch eines Gymnasiums studierte er an der Handelsakademie und dann an einer Hochschule für Textilien in Leeds. Nach seiner Rückkehr nach Brünn wurde er 1914 zur Armee berufen, besuchte eine Offiziersschule und kam 1917 an die Ostfront. Er trat den Tschechoslowakischen Legionen bei und befehligte eine Kanonierabteilung. Nach dem Kriegsende arbeitete er als Prokurist und später Direktor einer Gummifabrik in Brünn.
1939 emigrierte Gottlieb nach Frankreich, wo er sich freiwillig in die tschechoslowakische Exilarmee meldete, in die er allerdings nicht aufgenommen wurde. Er reiste deshalb nach Brasilien nach São Paulo, wo sein Bruder lebte, er ließ sich dort nieder und war im Handel tätig.

## Sportliche Karriere
Gottlieb, der in Brünn, einer Stadt mit einer regen Aktivität starker jüdischer Sportvereine wie Makabi Brünn oder Bar Kochva Brünn lebte, war auch Mitglied im Deutschen Lawn Tennis-Club und im Deutschen Ruderklub von Brünn. Seine Stärke war Doppel, aber er spielte in Turnieren auch im Einzel. Außerdem interessierte er sich auch fürs Rudern, Fechten, Radfahren und Skifahren. Er konnte für sich folgende Erfolge im Tennis verbuchen:
- 1924 wurde er mit Fridrich Rohrer Vizemeister der Tschechoslowakei im Doppel und außerdem ebenfalls Vizemeister mit Jozefína Lobkovicová im Mixed. Bei den Olympischen Spielen in Paris erreichten Gottlieb und Rohrer keine nennenswerten Erfolge[3]
- 1925 wurde er zum ersten Mal – zusammen mit seinem Partner Rohrer – Meister des Tschechoslowakischen Rasentennisverbandes ČSLTA, also tschechoslowakischer Meister im Doppel
- 1926 erreichten beide Partner den Titel Österreichischer Meister im Doppel, sie starteten darüber hinaus auch bei den internationalen französischen Meisterschaften
- 1927 spielte Gottlieb im Davis Cup[4]
- ebenfalls 1927 siegte er mit Jan Koželuh im Doppel und mit Jozefína Lobkovicová im Mixed bei den Meisterschaften des Landes

Das Jahr 1927 wird als das beste in seiner Sportkarriere bezeichnet, auch wenn er noch eine Zeitlang aktiv blieb. Insgesamt kann man bei Gottlieb über 100 ausgezeichnete Ergebnisse zählen: 42 mal 1. Platz, 31 mal 2. Platz und 31 mal 3. Platz in verschiedenen Turnieren und nationalen oder internationalen Meisterschaften.